# Rath (India)
Rath è una suddivisione dell'India, classificata come municipal board, di 55.938 abitanti, situata nel distretto di Hamirpur, nello stato federato dell'Uttar Pradesh. In base al numero di abitanti la città rientra nella classe II (da 50.000 a 99.999 persone).

## Geografia fisica
La città è situata a 25° 34' 60 N e 79° 34' 0 E e ha un'altitudine di 164 m s.l.m..

## Società

### Evoluzione demografica
Al censimento del 2001 la popolazione di Rath assommava a 55.938 persone, delle quali 30.058 maschi e 25.880 femmine. I bambini di età inferiore o uguale ai sei anni assommavano a 8.575, dei quali 4.488 maschi e 4.087 femmine. Infine, coloro che erano in grado di saper almeno leggere e scrivere erano 34.205, dei quali 21.183 maschi e 13.022 femmine.